# استاروتیمکینو
استاروتیمکینو (به لاتین: Starotimkino) یک منطقهٔ مسکونی در روسیه است که در باشقیرستان واقع شده‌است.